# (4475) Voitkevich
(4475) Voitkevich est un astéroïde de la ceinture principale.

## Description
(4475) Voitkevich est un astéroïde de la ceinture principale. Il fut découvert le 20 octobre 1982 à Naoutchnyï par Lioudmila Karatchkina. Il présente une orbite caractérisée par un demi-grand axe de 2,25 UA, une excentricité de 0,07 et une inclinaison de 2,2° par rapport à l'écliptique.

## Compléments